# 灰丛鸦
灰丛鸦（学名：Zavattariornis stresemanni），是鸦科灰丛鸦属的一种，为埃塞俄比亚的特有种。全球活动范围约为4,600平方千米。该物种的保护状况被评为濒危。
灰丛鸦的栖息地包括干燥的稀树草原和亚热带或热带的（低地）干燥疏灌丛。